# Cinnamomum pittosporoides
Cinnamomum pittosporoides là loài thực vật có hoa trong họ Nguyệt quế. Loài này được Hand.-Mazz. miêu tả khoa học đầu tiên năm 1924 publ. 1925.